# Itabuna
Itabuna és un municipi brasiler al sud de l'Estat de Bahia. És el 5è municipi de l'estat en població total, després de Salvador, Feira de Santana, Vitória da Conquista i Ilhéus. Posseeix una àrea total de 443,2 km²; i una població, el 2006, de 209.221 habitants. El seu nom deriva dels termes en llengua tupí ita (pedra) i una (negra). La ciutat és terra natal de l'escriptor Jorge Amado que l'esmenta en algunes de les seves obres, la més coneguda el romanç Gabriela.
Itabuna és un centre regional de comerç, indústria i serveis, juntament amb Ilhéus. La seva importància econòmica va créixer al Brasil durant l'època d'or del cultiu de cacau, que per ser compatible amb el terra de la regió va portar la ciutat al 2n lloc en producció al Brasil, exportant per als Estats Units d'Amèrica i Europa. Després d'una greu crisi a la producció, causada per una malaltia causada pel fong Crinipellis perniciosa, la ciutat ha buscat alternatives econòmiques amb l'ajuda del comerç, de la indústria i de la diversificació de cultius. La ciutat és un important entreposat comercial de l'estat, als marges de la carretera Br-101.